# José Luis Ayllón
José Luis Ayllón Manso (Barcelona, 5 de julio de 1970) es un abogado y político español. Entre enero y junio de 2018 fue director del Gabinete del Presidente del Gobierno, Mariano Rajoy.
Anteriormente, entre 2011 y 2018 fue secretario de Estado de Relaciones con las Cortes en el Ministerio de la Presidencia, y entre octubre de 2001 y mayo de 2019 fue diputado por Barcelona del Partido Popular.

## Biografía
Se licenció en Derecho por la Universidad de Barcelona. Al tiempo que cursaba sus estudios, trabajó en La Caixa  entre 1988 y 1992. Tras finalizar la carrera de Derecho, ejerció como abogado, entre 1993 y 1996 en los despachos Garrigues y Abogados y Asesores Tributarios.
Iniciado en política desde temprana edad, es miembro del Partido Popular, de cuyas Nuevas Generaciones en Cataluña llegó a ser Presidente entre 1997 y 2000.
En 2001 se trasladó a Madrid para prestar servicio como asesor del presidente del Gobierno, José María Aznar.
Tras las elecciones generales de 2004, y hasta 2008 desempeñó el cargo de secretario nacional de Comunicación del PP.
Diputado de la VII Legislatura y VIII Legislatura, en la IX Legislatura fue el secretario general del Grupo Parlamentario Popular. Reelegido diputado por Barcelona en la X Legislatura, el 23 de diciembre de 2011 fue nombrado secretario de Estado de Relaciones con las Cortes en el Ministerio de la Presidencia. 
El 26 de enero de 2018 fue nombrado, por el Consejo de Ministros, Director del Gabinete de la Presidencia del Gobierno de España sustituyendo a Jorge Moragas, y pocos meses después, tras la moción de censura de Pedro Sánchez, fue sustituido por Iván Redondo el 8 de junio de ese mismo año. Continuó como diputado en el Congreso hasta el final de la legislatura, en abril de 2019.
Abandonó definitivamente la política en abril de 2019 para dedicarse al ámbito privado: fichó por la consultora de comunicación LLYC (la antigua Llorente & Cuenca), dirigida por José Antonio Llorente, para dirigir el área de Contexto Político.